# Pedreras del Hostal

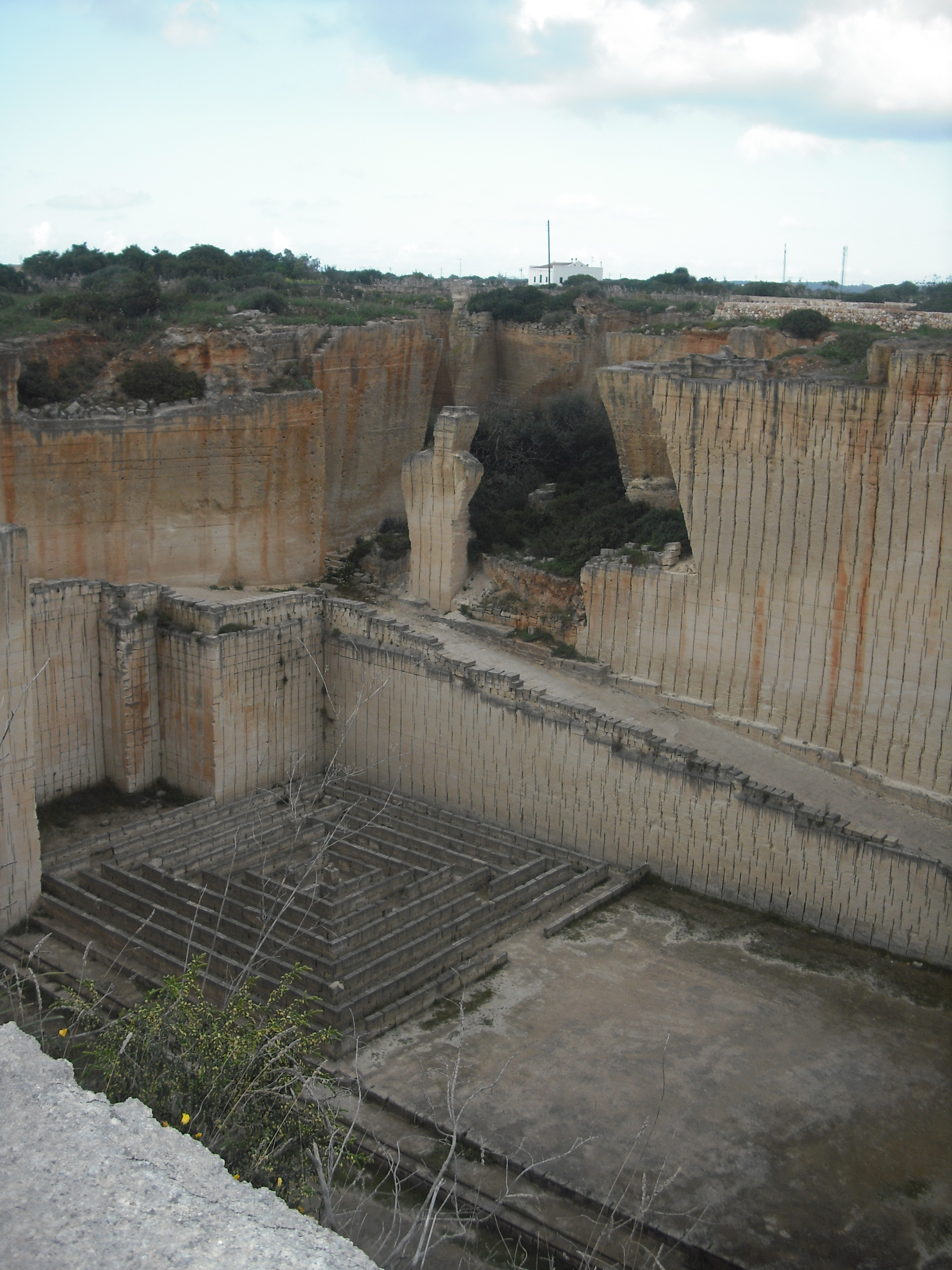
Vista de líthica

Las Pedreras del Hostal (en catalán Pedreres de s'Hostal) se encuentran a 1 km de la localidad española de Ciudadela (Islas Baleares) y conforman un recinto de canteras de marés (piedra típica de la isla utilizada para las construcciones) cuya explotación se concluyó en 1994. Un año después, la Asociación Líthica, encabezada por la escultora Laetitia Sauleau, alquiló las canteras para rescatarlas y darles una nueva vida que fomenten su esencia de laberinto y jardín. De este modo, la artista se sintió atraída por este «paisaje esculpido», con paredes verticales de fascinantes formas que representan auténticos volúmenes abstractos de evocadora imaginación.

## Descripción
Las Pedreras tienen un paisaje que incluye un jardín botánico y algunas zonas donde se puede apreciar la marca de las extracciones manuales y mecánicas que se hacían en la piedra. Cuando se abandonó la extracción de piedra, la naturaleza empezó a apoderarse del lugar, hasta llegar al paisaje hundido que se puede ver actualmente.
Este paisaje vegetal de las canteras no es uniforme, se pueden distinguir dos zonas de características distintas. En el interior de las canteras antiguas hay una gran frondosidad, mientras que en la zona superior de los espacios excavados destaca su pobreza vegetal. También en la visita a las canteras del Hostal se puede pasear por un auténtico laberinto.

## Situación
Las Canteras del Hostal están situadas en el km1 del Camí Vell, junto al núcleo urbano de Ciudadela de Menorca. Se accede al recinto por la Ronda Sur, a la altura de la rotonda de la gran escultura rectangular llamada "Puerta de Mar".

## Asociación Líthica
La asociación Líthica es una asociación cultural sin ánimo de lucro fundada en 1994 por la escultora y arquitecta Laetitia Lara con el objetivo de salvar las canteras de marés de su desaparición inminente. El 1994, Líthica alquila las canteras de s’Hostal iniciando una labor de concienciación, recuperación y promoción de las canteras de marés de Menorca.  La labor de Líthica consiste en rescatar estas canteras dándoles nueva vida e interviniendo en ellas fomentando su esencia de laberinto y de jardín 

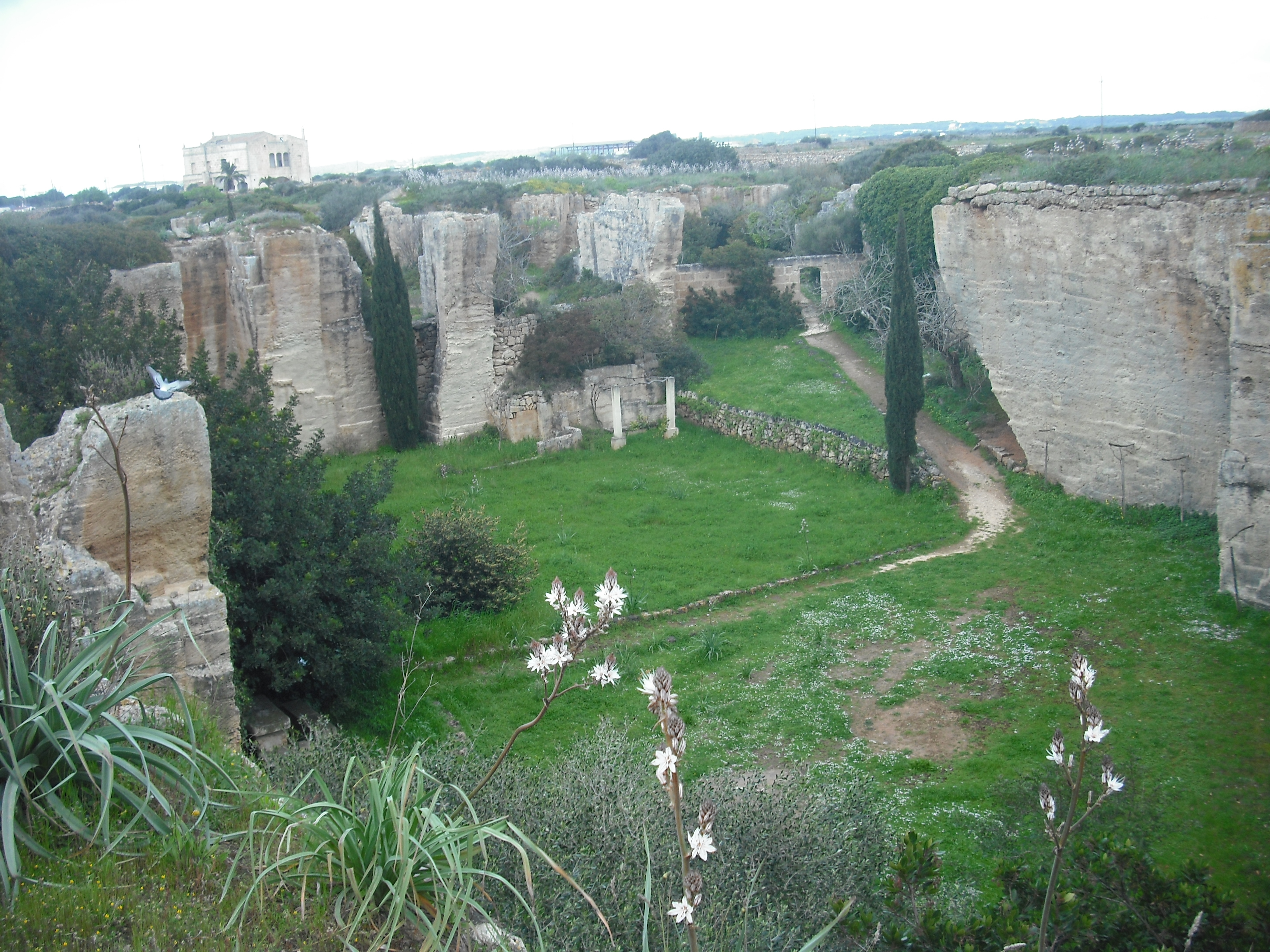
Jardín de líthica

## Actividades
Líthica, no solamente se dedica a rehabilitar el patrimonio de las canteras del Hostal y de crear un gran jardín, sino que además quiere ser motor de un lugar creativo para distintas actividades. Las actividades diurnas y los eventos nocturnos están organizados por Líthica o por otras asociaciones o entidades ofreciéndose un espacio a quien quiera gozar de un espacio singular y mágico para dar vida a una actividad o un mensaje.